# Паропаміз
Паропаміз (раніше Паропаніз, Парапаніс) — система гірських хребтів і височин у північно-західному Афганістані та південному Туркменістані (передгір'я Бадхиз і Карабіль). Є околичною частиною Іранського нагір'я. Загальна довжина становить близько 600 км, ширина до 250 км. Складаються з декількох меридіональних хребтів. Осьовий хребет системи — Сафедхох. Найбільші хребти — Банди-Туркестан і Сіахкох розділено глибокими долинами, днища яких заповнено осипами й наносами річок, що протікають у верхній течії в західному та південно-західному напрямках. Поверхневий стік загалом належить річкам басейну Герируду, Мургабу тощо, що належать до області внутрішнього стоку й розбираються на зрошування.

## Рельєф
Клімат у передгір'ях посушливий, субтропічний, континентальний; у долинах літо спекотне та сухе, з температурами в липні близько +24…+30 °C, січні +8…0 °C. Кількість опадів (в основному у вигляді дощу та снігу) поступово зростає зі 100—200 мм у напівпустельних передгір'ях до 400 мм та більшою кількістю в горах. Максимум взимку у вигляді снігу й навесні у вигляді гроз. Паропаміз належить до середньогір'я, хребти за висотою переважно становлять 3000—3500 м, тому льодовики слаборозвинені. Лише на сході, на хребті Хісар на стику з Гіндукушом є пік заввишки до 4565 м. Серед гірських порід переважають вапняки та сланці, на південь і схід збільшується частка гранітів і гнейсів; на півночі передгірна смуга лесу. Передгір'я займають пустелі та напівпустелі, вище по схилах сухі сіроземні степи з рідкісними заростями ялівців і фісташок, якими славиться Бадхизський заповідник. На зволожених північних схилах трапляються рідкісні ділянки широколистяних лісів, проте більшість із них уже вирубано через швидке зростання населення в XX столітті. Фауну Паропамізу складають гірські козли та барани; у сухих передгірних степах — джейрани та кулани; багато комах, тушканчиків і плазунів. Долини міжгірських річок густо заселено та перетворено на зрошувані оази, найбільший із яких займає округу м. Герат. Вище в горах є рідкісні стоянки напівкочових скотарів.

## Історія
Паропаміз, у формі Парапаніс, уперше згадується в давньогрецькому творі V ст. до н. е. На північ від хребта існувала також стародавня держава Бактрія — колиска зороастризму.